# Kárvár
Kárvár (kannada nyelven:  ಕಾರವಾರ, konkáni: कारवार, angol: Karwar) város Indiában, az Arab-tenger partján, Karnátaka államban. 
Lakossága 63 ezer fő volt 2001-ben.
Kikötő és halászati központ a Kali folyó torkolatában. A környék mezőgazdasági és kereskedelmi központja a 17-es észak-déli nemzeti főút mentén. A fő beszélt nyelv a kónkáni, de hivatalos nyelv még a kannada.

## Fordítás
- Ez a szócikk részben vagy egészben  a   Karwar című angol Wikipédia-szócikk fordításán alapul.  Az eredeti cikk szerkesztőit annak laptörténete sorolja fel. Ez a jelzés csupán a megfogalmazás eredetét és a szerzői jogokat jelzi, nem szolgál a cikkben szereplő információk forrásmegjelöléseként.
- Ez a szócikk részben vagy egészben  a   Karwar című német Wikipédia-szócikk fordításán alapul.  Az eredeti cikk szerkesztőit annak laptörténete sorolja fel. Ez a jelzés csupán a megfogalmazás eredetét és a szerzői jogokat jelzi, nem szolgál a cikkben szereplő információk forrásmegjelöléseként.